# 葉月みなみ
葉月 みなみ（はづき みなみ、1986年10月7日 - ）は、日本の元レースクイーン、元女性モデル。本名、小野塚 美奈（おのづか みな）。
埼玉県出身。元ワンエイトプロモーション所属。

## 略歴・人物
- 高校卒業後は蕎麦屋でアルバイトをしていたが、あるオーディションに応募したのを機にスペースクラフトに所属し（2010年1月の魚拓）タレント・モデル活動を開始[2]。2007年には新潟県湯沢町の観光大使「ミス駒子」に選ばれ、1年間務めた[1][2]。その後2010年1月、スペースクラフトからワンエイトプロモーションに移り「葉月みなみ」に改名し現在に至る[3]。
- 3人兄妹の末っ子で、姉と兄がいる[4]。
- 元モデルのAYAMIとはでちゃう!ガールや撮影会などのイベントで一緒になることが多く[5]、プライベートでも交流が深い[6]。
- 2017年8月2日付のTwitterで、ワンエイトプロモーションを退社したことを報告、芸能活動無期限休止となった。2018年2月に展示会に参加していたが、芸能活動は休止のままである。

## 主な活動

### レースクイーン
- 2007年：D1グランプリ「YELLOW CORN マルチプレックスギャル」
- 2008年：SUPER GT「JLOC でちゃう!ガール」
- 2012年：SUPER GT「Weds Sport RACING PROJECT BANDOH レースクイーン」
- 2012年 - 2015年：D1グランプリ「GOODYEAR ANGEL」

### イベント
- 2008年1月：東京オートサロン「BADXブース」
- 2008年8月：第58回わらび機まつり（埼玉県蕨市） - 撮影会モデルとして参加[7]
- 2012年 - 2013年：格闘技団体「DEEP」ラウンドガール

### テレビ出演
- オールスター感謝祭（TBS系）  - 2007春（2007年3月31日放送）[8]と2008秋（2008年9月27日放送）[9]に中継アシスタントとして出演。

## リリース作品
- DVD『みなみの島』（2013年9月27日発売・グラッソ）